# 阿沃吕 (索姆省)
阿沃吕（法語：Aveluy，法語發音：[avlɥi]）是法国上法蘭西大區索姆省的一个市镇，属于佩罗讷区。

## 地理
阿沃吕（50°1'24"N, 2°39'29"E）面积6.64 平方千米，位于法国上法蘭西大區索姆省，该省份为法国北部沿海省份，北起加来海峡省和北部省，西接滨海塞纳省和大西洋英吉利海峡，南至瓦兹省，东临埃纳省。
与阿沃吕接壤的市镇（或旧市镇、城区）包括：欧蒂耶、阿爾貝、梅尼勒马丹萨尔、奥维莱尔-拉布瓦塞勒。
阿沃吕的时区为UTC+01:00、UTC+02:00（夏令时）。

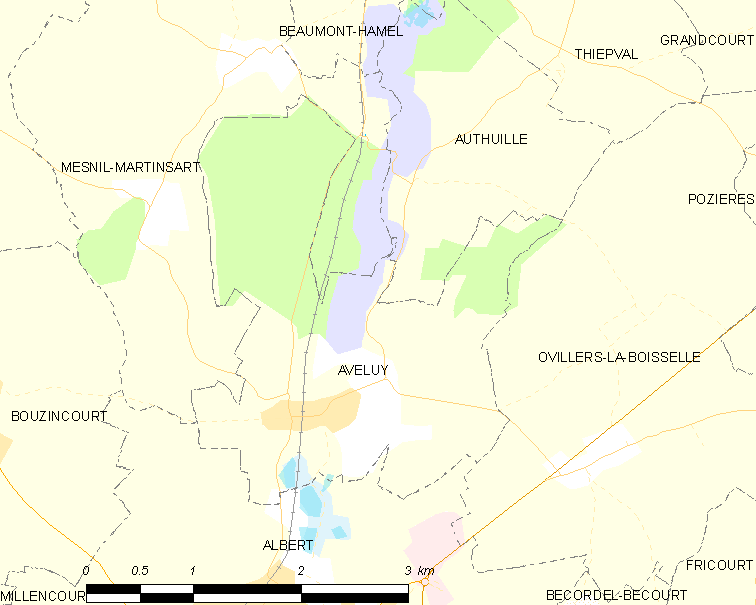
阿沃吕的OSM定位图

## 行政
阿沃吕的邮政编码为80300，INSEE市镇编码为80047。

## 政治
阿沃吕所属的省级选区为阿尔贝县。

## 人口

1962-2008年间阿沃吕人口变化图示

阿沃吕于2022年1月1日时的人口数量为537人。